# Szaniawy (przystanek kolejowy)
Szaniawy – przystanek kolejowy, niegdyś stacja kolejowa w Szaniawach-Poniatach, w województwie lubelskim, w Polsce.

## Ruch pasażerski[1]
| Rok  | Wymiana pasażerska na dobę |
| ---- | -------------------------- |
| 2017 | 50-99                      |
| 2018 | 50-99                      |
| 2019 | 50-99                      |
| 2020 | 20-49                      |
| 2021 | 20-49                      |
| 2022 | 50-99                      |
| 2023 | 50-99                      |

## Dane ogólne
W 2008 roku w trakcie modernizacji magistrali E20 został zlikwidowany peron wyspowy, przez co od podstaw zbudowano dwa perony krawędziowe standardowej wysokości (wysokie), wykończone w całości elementami betonowymi.

## Połączenia
- Biała Podlaska
- Chełm
- Dorohusk
- Łuków
- Terespol